# Tarnogóra (gmina)
Tarnogóra (1877-1929 i od 1973 Izbica) – dawna gmina wiejska istniejąca w drugiej połowie XIX wieku oraz w latach 1929–1954 w woj. lubelskim.
Za Królestwa Polskiego gmina Tarnogóra należała do powiatu krasnostawskiego w guberni lubelskiej. Obejmowała miejscowości Dworzyska, Izbica-Wieś, Kryniczki, Mchy, Orłów Drewniany, Orłów Murowany, Ostrzyca, Stryjów, Tarnogóra-Kolonia, Tarzymiechy I, Tarzymiechy-Kolonia, Topola, Wał i Wólka Orłowska. 13 stycznia 1870 do gminy przyłączono pozbawione praw miejskich Tarnogórę i Izbicę.
3 marca 1870 siedziba gminy została przeniesiona do Izbicy, z zachowaniem obszaru lecz już w 1877 nazwę gminy Tanogóra zmieniono na gmina Izbica.
Gmina Tarnogóra została utworzona ponownie w znacznie zmniejszonej odsłonie 1 kwietnia 1929 roku w powiecie krasnostawskim w woj. lubelskim, z części obszaru gminy Izbica (wieś Izbica, osada Izbica, osada Tarnogóra i majątek Tarnogóra). Siedzibą władz gminy była Izbica (nie Tarnogóra). Na uwagę zasługuje fakt, że Izbica, znajdująca się na terenie gminy Tarnogóra, była także siedzibą sąsiedniej gminy Izbica.
Po wojnie gmina zachowała przynależność administracyjną. 1 lipca 1952 roku gmina składała się z 4 gromad Izbica, Izbica osada, Tarnogóra kolonia i Tarnogóra osada; w skład gminy Tarnogóra wchodziła Izbica, będąca równocześnie siedzibą władz gminy Izbica, składającej się z czterech enklaw rozproszonych wokół mniejszej gminy Tarnogóra.
Gmina została zniesiona 29 września 1954 roku wraz z reformą wprowadzającą gromady w miejsce gmin. Jednostki nie przywrócono 1 stycznia 1973 roku po reaktywowaniu gmin.